# Копал

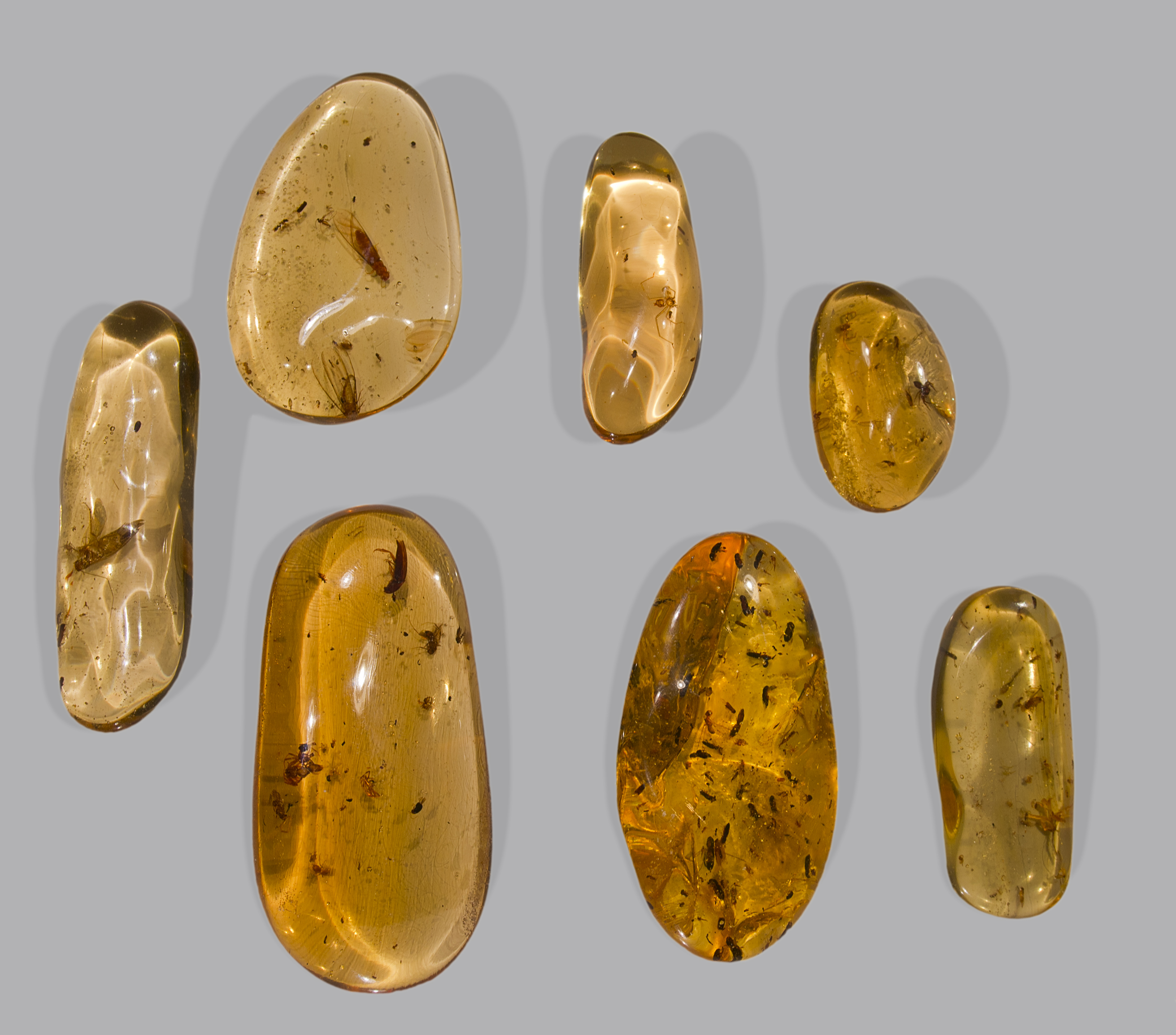
Мадагаскарский копал

Копа́л — твёрдая, трудноплавкая, имеющая химическую стойкость, похожая на янтарь ископаемая природная смола, выделяемая преимущественно тропическими деревьями семейства бобовых. Возраст копала значительно меньше, чем у янтаря. Часто копал называют по месту добычи. Добывают копал подсочкой стволов дикорастущего копалового дерева, также из земли (ископаемый копал).
Слово происходит от copalli (благовоние) языка мексиканских индейцев.
Копал без вкуса и запаха, от светло-жёлтого до бурого цвета, состоит в основном из смоляных кислот, плотность 1,03—1,07 г/см3, температура плавления 180—340 °C, растворимость различна. Служит для приготовления лаков; в связи с появлением синтетических смол утрачивает своё значение.
До сих пор копал используется в Мексике и Центральной Америке как благовоние в различных церемониях.
Существует несколько разновидностей копала. Твёрдый, похожий на янтарь (ископаемый копал), жёлтый копал — наиболее дешёвый вид, белый копал — твёрдая, липкая субстанция молочного цвета — более дорогой.
Копал обладает твёрдостью и высокой температурой плавления.